# Centre Wascana
Le Centre Wascana (Wascana Centre en anglais) est un parc de 9,3 km2 établi en 1962 autour du lac Wascana à Regina en Saskatchewan au Canada.

## Toponymie
Le nom « Wascan » est dérivé du mot cri Oscana qui signifie « tas d'os » en référence aux os des bisons des plaines dispersés autour du ruisseau Wascana avant son peuplement par les non autochtones.

## Historique

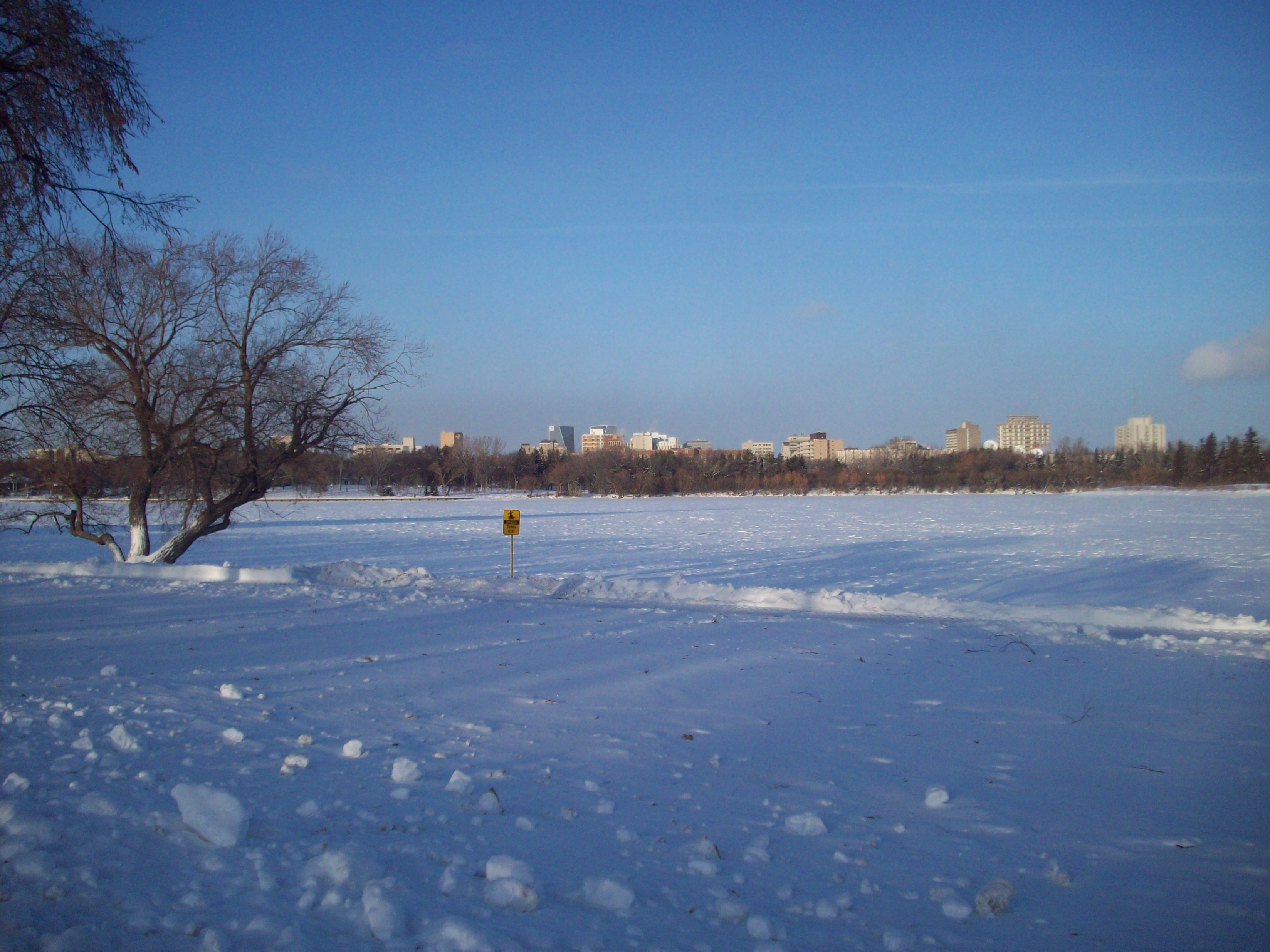
Le lac Wascana en hiver depuis sa rive sud, près du bâtiment législatif

Le lac Wascana a été drainé et approfondi dans les années 1930 dans le cadre d'un projet d'emploi du gouvernement. 2 100 hommes ont élargi et drainé le lit du lac en n'utilisant que des outils manuels et des chariots tirés par des chevaux.